# 픽시 (렌더러)
픽시(Pixie)는 오칸 아르칸(Okan Arikan)등이 텍사스대학(오스틴) 컴퓨터과학과에 재직중에 주도하여 개발한 사실적인 레이트레이싱 렌더링을 지원하는 오픈 소스 렌더러이다(오칸 아르칸(Okan Arikan) 현재 Animate Me라는 삼차원 콘텐츠 제작회사로 이직하였다). 픽시는 렌더맨 표준 사양을 구현하였으며, Reyes 렌더링 아키텍처에 기반하고 있다. 렌더맨 표준 사양을 구현한 픽시는 RIB파일과 셰이딩 언어인 SL을 완벽하게 지원한다.
픽사에서 제공하는 렌더맨 렌더링 소프트웨어가 유료인데 반하여 무료로 배급되는 픽시는 대학에서 렌더맨을 대체하는 소프트웨어로 널리 이용되고 있다.